# Saturninuskirche
Saturninuskirche steht für Kirchen, die benannt sind nach:
- Hl. Saturninus Libosus von Karthago, Bischof von Vaga (?) und Märtyrer in Rom des 3. Jahrhunderts, Patrozinium ist der 29. November[1]
- Hl. Saturninus von Cagliari, einem sardischen Märtyrer des 4. Jahrhunderts, Gedenktag ist der 30. Oktober[2]
- Hl. Saturninus von Toulouse (Saint Sernin), einem französischen Lokalheiligen, Bischof und Märtyrer des 4. Jahrhunderts, auch in Spanien populär, Gedenktag ist ebenfalls der 29. November[3]

Patronate des Hl. Saturninus der Sieben heiligen Diebe von Korfu (29. April, orth. 28. April) kommen kaum in Frage.
♦ … Hauptkirchen: Kathedralen, Basiliken, Titelkirchen u. ä.
In anderen Sprachen:
französisch Saint-Saturnin, Saint-Sernin, Saint-Cernin, katalanisch Sant Sadurní, italienisch San Saturno, San Saturnino, spanisch San Saturnino, San Sernin, San Cernin

## Liste der Saturninus-von-Karthago-Kirchen
- ♦ Chiesa di San Saturnino di Roma, Rom-Trieste, Titelkirche
- Chiesa di San Saturnino di Susa, Susa, Piemont

## Liste der Saturninus-von-Cagliari-Kirchen
- ♦ Basilica di San Saturnino di Cagliari, Sardinien
- ♦ Cappella di San Saturnino im Santuario dei Martiri der Cattedrale di Santa Maria di Cagliari – Aufbewahrungsstätte der Reliquien

## Liste der Saturninus-von-Toulouse-Kirchen
Frankreich:
- Église St-Saturnin d’Antony[4]
- St-Saturnin (Bouriège)
- St-Sernin (Bouriège)
- Église St-Saturnin de Chasseneuil-sur-Bonnieure[5]
- St-Saturnin (Chauconin)
- Église St-Saturnin de Cellettes[6]
- Église St-Saturnin d’Harcelaines[7]
- Église prieuré St-Saturnin de Lamérac[8]
- Église St-Saturnin de Malaville[9]
- Église St-Saturnin de Montauriol[10]
- Église St-Sernin (Montcabrier)
- Église St-Saturnin de Montesquieu-des-Albères
- Église St-Saturnin (Mosnac)
- Église St-Saturnin de Nissan-lez-Enserune[11]
- Église St-Saturnin de Nonaville[12]
- Église St-Saturnin de Saint-Saturnin, Puy-de-Dôme
- Église Saint-Saturnin de Saint-Sernin-les-Mailhoc, Cagnac-les-Mines, Tarn
- Église St-Sornin de Saint-Sornin, Charente[13]
- Église St-Sornin de Saint-Sornin, Charente-Maritime
- ♦ Basilique St-Sernin de Toulouse – Grabeskirche des Heiligen
- St-Saturnin (Tourreilles)

Spanien:
- Iglesia di Sant Sadurní d’Anoia
- Iglesia di Sant Sadurní de l’Heura[14]
- Iglesia di San Cernin, Pamplona
- Iglesia di San Saturnino, San Zadornil, Burgos